# Rolf Henniger (Schauspieler)

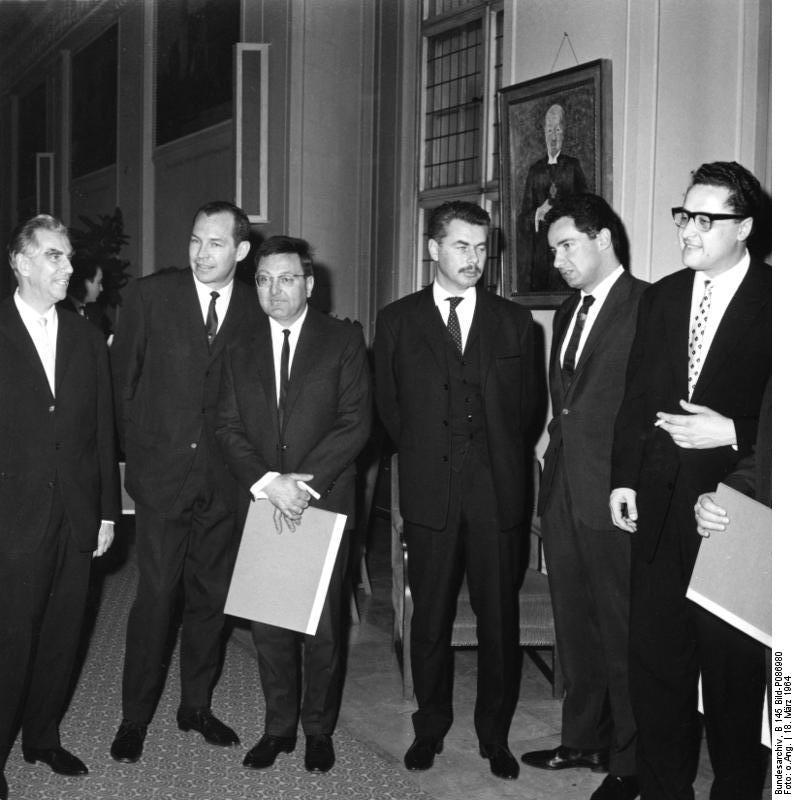
Rolf Henniger (vierter von links), 1964

Rolf Henniger (* 30. August 1925 in Erfurt; † 15. August 2015 in Berlin) war ein deutscher Schauspieler, Regisseur und Hochschullehrer der Folkwang Universität der Künste.

## Wirken am Theater
Seine Karriere begann als klassischer Theaterschauspieler. Er debütierte 1945 in Nordhausen. Es folgten Engagements in Erfurt (Spielzeit 1946/47), an den Städtischen Bühnen Köln (1947 bis 1949), in Bochum (unter Hans Schalla 1949/50), Zürich, Stuttgart und München.
In Zürich besetzten ihn die Regisseure Oskar Wälterlin, Kurt Hirschfeld, Leopold Lindtberg und Leonhard Steckel  in Hauptrollen von Hamlet bis zu Goethes Torquato Tasso. Er gab den Pater in der Uraufführung von Max Frischs Andorra.
Mit Gastspielen war Rolf Henniger bei den Ruhrfestspielen in Recklinghausen und an der Komödie am Kurfürstendamm in Berlin zu sehen. Von 1957 an gehörte er dem Ensemble des Berliner Schiller- und Schloßpark Theaters an. In den Räuber – Inszenierungen von Fritz Kortner spielte er den Karl Moor, später den Franz Moor. 1963 verkörperte er die Titelrolle in Shakespeares Richard III. 1964 wurde Rolf Henniger mit dem Berliner Kunstpreis ausgezeichnet.

## Wirken bei Film und Fernsehen
Dem breiteren Publikum wurde er vor allem durch seine Rollen in zahlreichen Fernsehfilmen bekannt, darunter Kriminalreihen wie Der Alte, Der Kommissar und Sonderdezernat K1. 1968 spielte Henniger im ZDF in Der Tod des Handlungsreisenden neben Heinz Rühmann den Bruder Benn. In der aufwendigen zweiteiligen Nibelungenverfilmung durch Harald Reinl aus den Jahren 1966/1967 spielte er den König Gunther. Beide Filme erwiesen sich als großer Publikumserfolg. Henniger nannte sie „nie gelungen“. Bei drei Fernsehfilmen führte er zudem Regie, so bei der Komödie Eine Dummheit macht auch der Gescheiteste (1963) mit Therese Giehse. In Robert Strombergers sechsteiliger Mini-Serie Tod eines Schülers (1981) übernahm Henniger die Rolle des Schulleiters Ollrich.

## Lehre an der Folkwang-Hochschule

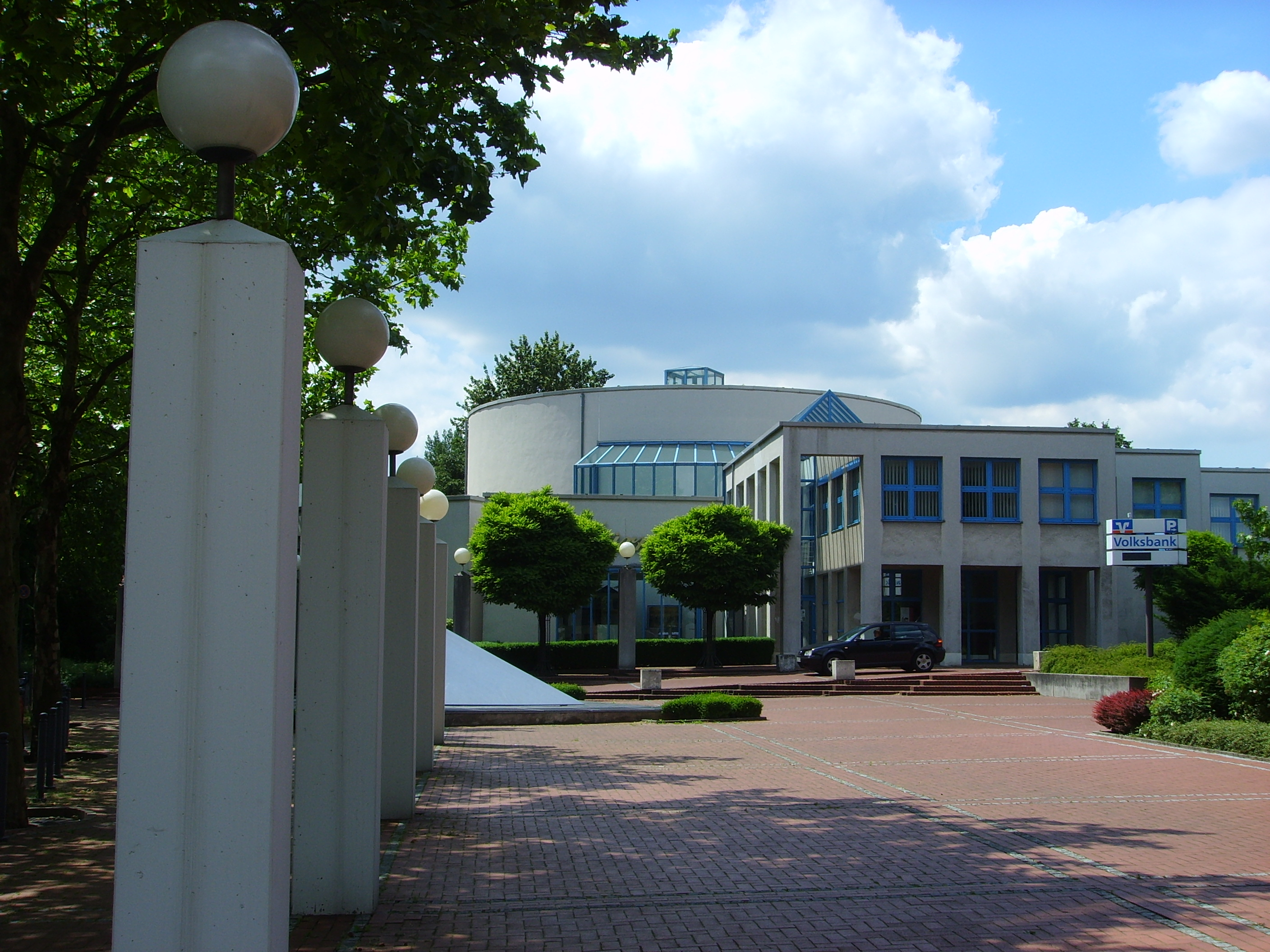
Folkwang-Theaterzentrum in Bochum, Unterrichtsräume des Studiengangs Schauspiel

Von 1977 bis 1986 leitete Rolf Henniger den Studienbereich Schauspiel an der Folkwang Hochschule in Essen. Er inszenierte mit dem Nachwuchs anspruchsvolle Stücke wie Shakespeares Der Widerspenstigen Zähmung oder Peter Brooks Der leere Raum. Diesen weitgehenden Wechsel Hennigers als Professor an die Schauspielschule erklärte sein ehemaliger Schüler Heinrich Schafmeister in seinem Nachruf so: „Rolf Henniger misstraute dem Theater der von den Autoritäten-Umstürzlern dominierten 70er und 80er Jahre. ... Seine unvergessliche Rolle war, als Leiter der Schauspielabteilung ... uns Mut gemacht zu haben auf dem verschlungenen Weg des ewigen Suchens.“
Henniger war in erster Ehe verheiratet mit der Schauspielerin Eleonore Hessenland († 1961) und in zweiter Ehe mit der Schauspielerin Eva Katharina Schultz († 2007).

## Filmografie (Auswahl)
- 1952: Alraune, Regie: Arthur Maria Rabenalt
- 1954: Der letzte Sommer, Regie: Harald Braun
- 1954: Sauerbruch – Das war mein Leben, Regie: Rolf Hansen
- 1955: Geliebte Feindin, Regie: Rolf Hansen
- 1964: Der Prozeß Carl von O. (NDR), Regie: John Olden
- 1964: Andorra
- 1966: Die Nibelungen, 1. Teil: Siegfried von Xanten
- 1967: Die Nibelungen, 2. Teil: Kriemhilds Rache
- 1968: Der Tod des Handlungsreisenden (ZDF), Regie: Gerhard Klingenberg
- 1973: Im Schillingshof (Fernsehfilm)
- 1974: Das blaue Palais, Folge1: Das Genie, Regie: Rainer Erler
- 1975: Sonderdezernat K1: Doppelspiel, Regie: Hans Quest
- 1981: Tod eines Schülers, Regie: Claus Peter Witt
- 1981: Der Alte: Tod eines Aussteigers
- 1982: Eugenie Marlitt und die Gartenlaube (ZDF), Regie: Herbert Ballmann
- 1983: Der Alte: Freundschaftsdienst, Regie: Theodor Grädler
- 1984: Er-Goetz-liches (ZDF), Regie: Hans-Jürgen Tögel
- 1984: Der Alte: Der Klassenkamerad, Regie: Günter Gräwert
- 1985: Der Alte: Wiederholungstäter, Regie: Günter Gräwert
- 1989: Das Spinnennetz, Regie:Bernhard Wicki
- 1989: Letzten Sommer in Kreuzberg, Regie: Eberhard Itzenplitz
- 1990: Insel der Träume (ZDF-Fernsehserie) Staffel 1, Regie: Hans Jürgen Tögel
- 1991: Ende der Unschuld, Regie: Frank Beyer

## Auszeichnungen
- 1963: Ernennung zum Berliner Staatsschauspieler
- 1964: Berliner Kunstpreis

## Audio
Rolf Henniger spricht:
- in Don Carlos von Friedrich von Schiller mit den Ensemble des Schiller-Theaters Berlin 1956, Regie: Gustav-Rudolf Sellner, den Don Carlos, Langspielplatte, Telefunken TSC 13401/3
- Iphigenie auf Tauris von Johann Wolfgang von Goethe, Aufführung bei den 10. Ruhrfestspielen Recklinghausen 1956, den Orest, Aufnahme des WDR, CD, Hörbühne, Edition MNEMOSYNE, HB 3004, ISBN 3-934012-16-7
- 1957: Bayard Veiller: Der Prozeß der Mary Dugan – Bearbeitung und Regie: Alfred Hartner (Hörspielbearbeitung – SDR)
- in Walter Franck – ein Portrait eines Schauspielers den Fiesco in Die Verschwörung des Fiesco zu Genua  von Friedrich Schiller aus der Inszenierung des Schiller-Theaters Berlin 1958, Langspielplatte, Telefunken TSC 13424
- Die Leiden des jungen Werther von Johann Wolfgang von Goethe. Wiederveröffentlichung der Aufnahmen des Literaturarchivs der Deutschen Grammophon-Gesellschaft von 1961. Langspielplatte, Helios Bibliothek 1978, Nr. 2571